# Гіллсайд (Іллінойс)
Гіллсайд (англ. Hillside) — селище (англ. village) в США, в окрузі Кук штату Іллінойс. Населення — 8320 осіб (2020).

## Географія
Гіллсайд розташований за координатами 41°52′3″ пн. ш. 87°54′7″ зх. д. / 41.86750° пн. ш. 87.90194° зх. д. (41.867486, -87.901906).  За даними Бюро перепису населення США в 2010 році селище мало площу 8,24 км², уся площа — суходіл.

## Демографія
Згідно з переписом 2010 року, у селищі мешкало 8157 осіб у 2914 домогосподарствах у складі 1975 родин. Густота населення становила 990 осіб/км².  Було 3138 помешкань (381/км²).
Расовий склад населення:
| - 43,2 % — чорних або афроамериканців - 37,7 % — білих - 3,3 % — азіатів - 0,3 % — корінних американців - 12,3 % — осіб інших рас |

До двох чи більше рас належало 3,0 %. Частка іспаномовних становила 27,6 % від усіх жителів.
За віковим діапазоном населення розподілялося таким чином: 23,4 % — особи молодші 18 років, 62,8 % — особи у віці 18—64 років, 13,8 % — особи у віці 65 років та старші. Медіана віку мешканця становила 38,6 року. На 100 осіб жіночої статі у селищі припадало 93,5 чоловіків;  на 100 жінок у віці від 18 років та старших — 90,8 чоловіків також старших 18 років.
Середній дохід на одне домашнє господарство  становив 60 567 доларів США (медіана — 50 787), а середній дохід на одну сім'ю — 66 764 долари (медіана — 54 145). Медіана доходів становила 44 286 доларів для чоловіків та 36 111 долар для жінок. За межею бідності перебувало 14,6 % осіб, у тому числі 21,4 % дітей у віці до 18 років та 8,1 % осіб у віці 65 років та старших.
Цивільне працевлаштоване населення становило 3693 особи. Основні галузі зайнятості: освіта, охорона здоров'я та соціальна допомога — 24,6 %, роздрібна торгівля — 13,2 %, науковці, спеціалісти, менеджери — 12,5 %, виробництво — 12,2 %.